# Intergruppo (Parlamento europeo)
Un intergruppo è formato da membri del Parlamento europeo, di qualsiasi partito o commissione, con l'obiettivo di ritrovarsi in assemblee informali per lo scambio di opinioni su argomenti particolari, e di promuovere la comunicazione tra i membri del parlamento e il resto della società. Gli intergruppi non sono corpi parlamentari e non esprimono l'opinione del Parlamento.
Svolgono sia un lavoro parlamentare (redazione di interrogazioni parlamentari, risoluzioni, dichiarazioni, report, ecc.) che non parlamentare (organizzazione e partecipazione ad eventi, redazione di articoli, lettere, comunicati stampa, newsletter, ecc.).
In Europa gli intergruppi sono soggetti a regole interne, adottate dalla  conferenza dei presidenti del Parlamento il 16 dicembre 1999 (consolidato il 3 maggio 2004, emendato il 14 febbraio 2008 e il 12 aprile 2012), che descrivono le condizioni sotto le quali all'inizio di ogni mandato parlamentare si possono formare gli intergruppi e le loro regole operative.
I coordinatori degli intergruppi devono dichiarare ogni finanziamento che l'intergruppo riceve, applicando gli stessi criteri per i membri come individui. La dichiarazione deve essere aggiornata ogni anno e viene inserita in un registro tenuto dai questori del Parlamento.
Nel panorama europeo ha avuto una certa risonanza mediatica il cosiddetto club del coccodrillo, fondato nel 1980 da Altiero Spinelli per promuovere la riforma delle costituzioni comunitarie.
Sull'effettiva rilevanza degli intergruppi ci sono visioni diverse.

## Lista degli intergruppi europei per la legislatura 2019—2024
L'elenco è stato approvato dalla conferenza dei presidenti l'11 dicembre 2019. Comprende diversi intergruppi già presenti nella precedete legislatura, ma anche un certo numero di variazioni.

## Lista degli intergruppi europei per la legislatura 2014—2019
L'elenco è stato approvato dalla conferenza dei presidenti l'11 dicembre 2014:
Invecchiamento attivo, solidarietà intergenerazionale e politiche familiari
Fondato per la prima volta nel 1982, è diviso in due sottogruppi, uno dedicato all'invecchiamento attivo e uno alla famiglia.
Antirazzismo e diversità
Ri-creato nel 2014 dalla Piattaforma per la cooperazione internazionale sui migranti privi di documenti (PICUM) e dalla  Rete europea contro il razzismo (ENAR) in un periodo di ascesa della retorica populista, xenofobica e razzista, è noto con l'abbreviazione ARDI e raccoglie parlamentari di tutti i gruppi esclusi quelli dell'estrema destra. L'intergruppo promuove l'uguaglianza razziale, combatte il razzismo e educa all'anti-discriminazione. Ha 7 gruppi di lavoro informali su islamofobia, afrofobia (un termine che secondo Barryl Biekman l'ARDI stesso può contribuire a diffondere), xenofobia, razzismo contro i nomadi, ecc. Nel 2016/2017 ha promosso e ottenuto una modifica del regolamento interno del parlamento per sanzionare l'hate speech da parte degli eurodeputati e una maggior tutela nella richiesta del riconoscimento del diritto di asilo per i membri delle minoranze, anche se provenienti da "paesi sicuri".
Biodiversità, ruralismo, caccia e pesca ricreativa
Creato nel 1985, promuove la caccia. È sostenuto dalla Federazione Europea delle Associazioni per la Caccia e Conservazione (FACE).
Diritti dei minori
Creato nel 2014 dopo una campagna incentrata su un manifesto per i diritti dei minori. È sostenuto da 18 organizzazioni per i diritti dei bambini.
Cambiamento climatico, sviluppo sostenibile e biodiversità
Fondato nel 1994 su iniziativa di EBCD e con il supporto di IUCN, si occupa di ambiente.
Beni comuni e servizi pubblici
Fondato nel febbraio 2015, sulla base di un intergruppo pre-esistente dedicato ai soli servizi pubblici, si occupa adesso anche di beni comuni.
Industrie creative
Creato nel 2015, è presieduto da Christian Ehler e Pervenche Berès.
Agenda digitale
Si occupa di tecnologie digitali e dei benefici che possono avere per la società.
Disabilità
Fondato nel 1980, si occupa di disabilità e collabora con lo European Disability Forum (EDF). Ha sostenuto fra le altre cose modifiche a garanzia dell'accessibilità dei disabili alla direttiva 2001/85/CE sui "veicoli adibiti al trasporto passeggeri aventi più di otto posti a sedere oltre al sedile del conducente" e alla direttiva 2002/22/CE sul servizio universale.
Povertà estrema e diritti umani
Creato durante la II legislatura del Parlamento europeo, si occupa di lotta alla povertà e collabora con ATD International e altre organizzazioni.
Sviluppo del turismo europeo, patrimonio culturale, Cammino di Santiago e altri percorsi culturali europei
Conosciuto più semplicemente come Intergruppo Turismo. Un intergruppo dedicato al Cammino di Santiago di Compostela e agli altri percorsi culturali europei esiste dal 2009 ed ha un precedente nel 1997.
Libertà di religione e di credo e tolleranza religiosa
Nato nel 2012 come gruppo di lavoro, è diventato un intergruppo nel gennaio 2015.
Integrità - Trasparenza, anticorruzione e criminalità organizzata
Nato nel 2014 dopo la campagna Restarting the Future, e prima ancora di quella -solo italiana- "Riparte il futuro", intende combattere corruzione e criminalità organizzata e proteggere integrità, trasparenza e whistleblower.
Diritti di lesbiche, gay, bisessuali, transgender e intersex - LGBTI
Nato nel 1997 su iniziativa di ILGA-Europe, l'intergruppo intende proteggere e promuovere i diritti di lesbiche, gay, bisessuali, transgender e intersex (LGBTI).  È l'unica rappresentanza istituzionale del movimento LGBT nell'UE. Nel 2011 aveva 115 membri; nel 2014 con 150 è diventato l'intergruppo più grande al PE. Gli eurodeputati provengono da tutti i gruppi politici e quasi tutti i paesi membri. È attivo anche nella sensibilizzazione dei paesi candidati all'adesione (es. Serbia), di quelli coinvolti nella Politica europea di vicinato e di altri paesi. In collaborazione con ILGA-Europe e altri organizzazioni ha ottenuto, in particolare con il Trattato di Amsterdam, maggiore attenzione da parte della Commissione a diritti e uguaglianza LGBTI nel processo di adesione all'UE. Sostiene economicamente la partecipazione degli eurodeputati alle marce per i diritti LGBTI.
Investimenti a lungo termine e reindustrializzazione
Creato nel 2014 in seguito a una campagna per proteggere gli interessi degli investitori a lungo termine avviata dalla francese Caisse des dépôts et consignations, l'italiana Cassa Depositi e Prestiti e la tedesca KfW, che sostengono l'intergruppo.
Aree rurali, montane e remote
Creato nel 2014 dalla europarlamentare Mercedes Bresso assieme alle organizzazioni Euromontana, Rurality – Environment – Development (R.E.D) e Future of Rural Energy in Europe (FREE initiative).
Mari, fiumi, isole e zone costiere
Creato per la prima volta nel 2010.
PMI - Piccole e medie imprese
Attivo dal 1986.
Cielo e spazio
Si occupa di industria aerospaziale.
Economia sociale, imprese dell'economia sociale, imprenditoria sociale e terzo settore
Noto più brevemente come "Intergruppo economia sociale", è stato fondato nel 1990. Il suo segretariato è gestito da Social Economy Europe.
Sport
Si è riunito per la prima volta il 30 giugno 2015.
Sindacati
Al segretariato contribuisce la Confederazione europea dei sindacati. Alcuni dei suoi incontri sono solo su invito.
Minoranze tradizionali, comunità nazionali e lingue
Fondato nel 1983.
Urban
Creato nel 2005, si occupa di problemi legate alle aree urbane.
Benessere e salvaguardia degli animali
Creato dal 1983, è sostenuto da Eurogroup for Animals.
Sahara occidentale
La maggior parte dei suoi membri provengono da Italia, Germania e Spagna.
Vino, bevande spiritose e prodotti alimentari di qualità
Si occupa anche di sottolineare l'importanza di un'alimentazione corretta.
Giovani
Creato per la prima volta nella VII legislatura del Parlamento europeo.